# فينسينت كوراولا
فينسينت كوراولا (بالإنجليزية: Vincent Curatola)‏ هو ممثل أمريكي، ولد في 16 أغسطس 1953 بإنغلوود في الولايات المتحدة.

## أعمال

### أفلام
- (2005) المرح مع ديك وجين[2]
- (2012) قتلهم بلطف[3]

### مسلسلات
- الإبتدائية[4][5][6]
- ذا غود وايف

## وصلات خارجية
- فينسينت كوراولا على موقع IMDb (الإنجليزية)
- فينسينت كوراولا على موقع روتن توميتوز (الإنجليزية)
- فينسينت كوراولا على موقع ألو سيني (الفرنسية)
- فينسينت كوراولا على موقع أول موفي (الإنجليزية)
- فينسينت كوراولا على موقع قاعدة بيانات الأفلام السويدية (السويدية)
- فينسينت كوراولا على موقع قاعدة بيانات الفيلم (الإنجليزية)
- فينسينت كوراولا على موقع كينوبويسك (الروسية)